# SpaceNews
SpaceNews is een gedrukt en digitaal Amerikaans tijdschrift dat het commerciële en politiek nieuws brengt in de ruimtevaart- en satellietindustrie. SpaceNews brengt nieuws, commentaar en analyse voor een doelpubliek van ambtenaren, politici en bedrijfsleiders binnen de ruimtevaartindustrie. SpaceNews behandelt zowel civiele en militaire ruimtevaart alsook de satellietcommunicatiebusiness.
Het eerste nummer verscheen op 18 september 1989.